# Lakatos Vince
Lakatos Vince (Mikelaka, 1907. január 21. – Budapest, 1978. február 20.) magyar filmrendező, fotográfus, író, érdemes és kiváló művész.

## Életpályája
Arad megyében, Mikelakán született, 1907. január 21-én, nővére: Juliska és bátyja: András után. Édesapja Lakatos András, vasutas volt, édesanyja Boros Eszter. Családja 1910-ben a Kiskunhalastól mintegy tíz kilométerre eső Halasi Tanyák vasúti megálló bakterházában kapott szolgálati lakásba költözött. Kezdetben a tázlári tanyai iskolába járt, majd a harkapusztai tanyai iskolát látogatta, napi tizenkét kilométert gyalogolván oda és vissza. A Kiskunhalasi Református Főgimnáziumban érettségizett 1927-ben. Szegeden folytatott jogi tanulmányokat (1931). 1933–1944 között újságíróként dolgozott, többek között a Nemzeti Újság, az Esti Újság, az Új Nemzedék, a Függetlenség és a Magyar Nemzet munkatársa volt. Szépíróként írt novellákat, regényeket. 1933–1941 között ezernél több fotográfiát készített a szegényparasztság életéről. Ezekből 727 darab eredeti negatív maradt fent, elrendezésüket, címadásukat a művész idősebb korában végezte el. A negatívokat fia, Lakatos Iván operatőr, filmrendező és felesége, Inkey Alice fotóművész gondozza. 1945-től kezdett filmezni, először a Földművelésügyi Minisztérium számára. Az államosítást követően, 1948-tól a Híradó és Dokumentumfilmgyár, majd az ebből alakult Budapesti Filmstúdió, mai nevén Népszerű-tudományos és Oktatófilm Stúdió alkalmazta rendezőként és forgatókönyvíróként. Mintegy 180 rövidfilmet és három, egész estét betöltő filmet készített, köztük a II. világháborúról szóló nyolc órás, 12000 méteres történelmi alkotását, a Mementót. Dokumentumfilmjei főként az alföldi tájat és az itt élő népet mutatták be. Bölcs mesterek, okos szerkezetek című filmjét (1974) a Tamperei Filmfesztiválon nagydíjjal jutalmazták. 1972-ben megkapta Bács-Kiskun megye művészeti díját. Munkásságát 1971-ben érdemes művész díjjal ismerték el, 1973-ban kiváló művész lett. 1978-ban a Naplemente című, négy részes televíziós filmjéért Kossuth-díjra jelölték, amit halála miatt mégsem neki ítéltek.

## Könyvei
- Árva népem (elbeszélések, Bp., 1941)
- Zúg a nádas (regény, Bp., 1942)
- Hatrongyos (regény, Bp., 1943)
- Egykutyások (elbeszélések, Bp., 1944)
- Virrasztó fény (regény, Bp., 1944)
- A rab fia (kisregény, Bp., 1946)
- A Kiskunsági krónika (Bp., 1958)
- Mécsvilágnál (1979)
- Krónika a kun pusztákról (Kecskemét, 1988)

## Filmjeiből
- Új élet a sziken (1948)
- Mindennapi burgonyánk (1948)
- Új élet, új kenyér (1949)
- Tiszta tej (1949)
- Futóhomok - aranyhomok (1949)
- A természet átalakítói (1949)
- Hortobágy (1950)
- Baranya (1950)
- Öntözéses gazdálkodás (1951)
- Gazdag aratás (1951)
- Teremtő tudomány (1952)
- Borjúnevelés (1952)
- Viharsarok (1953)
- Zöld futószalag (1953)
- Virágos Kalocsa (1953)
- Több tejet (1953)
- Több lesz a termés (1953)
- Nagyüzemi tyúktenyésztés (1953)
- Ménesek iskolája (1954)
- Téli almatermelés (1954)
- Harc a brucellózis ellen (1954)
- Mesél a Bükk (1955)
- Szőlőművelés (1955)
- Mindenki iskolája (1955)
- Kacsatenyésztés (1955)
- Szőlőtelepítés (1956)
- A holnap tükre (1956)
- Szüret és szőlőfeldolgozás (1957)
- Kiskunság (1957)
- Képes krónika (1957)
- Esztergom kincsei (1958)
- Nyitva a kiskapu (1958)
- A juhgyapjú kártevői (1959)
- Fekete hajnal (1960)
- Megfogott idő (1960)
- Kihunyt egy csillag (1961)
- Öreg malmok (1961)
- Régi hangszerek (1963)
- Pásztorművészet (1964)
- Sárkányeresztés (1965)
- Bocskoromon van egy szák (1967)
- Csata a katonával (1967)
- Magány (1969)
- Kalocsai rapszódia (1971)
- Századok, bútorok (1971)
- Virrasztók (1972)
- Kincsek a homályban (1972)
- Korok, vásárok, vásárosok (1973)
- Bölcs mesterek, okos szerkezetek (1974)
- A konok homok (1974)
- Termelőszövetkezeti körkép (1975)
- Volt egyszer egy Viharsarok (1975)
- Kikelet (1976)
- Hírmondó (1977)